# Катастрофа Ан-10 под Гагрой
Катастро́фа Ан-10 под Га́грой — крупная авиационная катастрофа, произошедшая субботним днём 28 июля 1962 года неподалёку от села Орехово (Арасаху) в Гагрском районе. Авиалайнер Ан-10А Львовского ОАО авиакомпании «Аэрофлот» выполнял плановый пассажирский рейс SU-415 по маршруту Львов — Симферополь — Сочи, но при заходе на посадку в Сочинском аэропорт Адлер лайнер значительно отклонился к югу. Вскоре самолёт врезался в гору и полностью разрушился. Погибли все находившиеся на борту 81 человек — 74 пассажиров и 7 членов экипажа.
На момент событий это была крупнейшая авиационная катастрофа в Абхазии (на 2024 год — вторая, после катастрофы в Сухуми).

## Самолёт
Ан-10А с бортовым номером 11186 (заводской — 0402003, серийный — 20-03) был выпущен Воронежским авиазаводом 8 марта 1960 года, а 2 июля передан Главному управлению гражданского воздушного флота, которое направило его в 88-й авиаотряд Украинского управления ГВФ, базирующийся во Львове. На момент катастрофы самолёт имел 1358 часов налёта и 1059 посадок.

## Экипаж и пассажиры

### Экипаж
Ан-10 пилотировал экипаж из 88-го лётного отряда, в состав которого входил:
Командир воздушного судна (КВС) — Борис Мартяшев
Второй пилот — Владимир Сергеев
Штурман — Григорий Каравай
Бортмеханик — Василий Козырев
Бортрадист — Пётр Шмыгаль
В салоне авиалайнера работали две стюардессы:
Иванна Наконечная
Дина Добровольская.

### Пассажиры
В салоне разместилось 74 пассажира, включая:
- Натан Аронович Явлинский — физик-ядерщик, основоположник термоядерных установок токамак.
- Владимир Владиславович Василевич — хоровой дирижёр, педагог.

## Катастрофа
28 июля 1962 года в 14:37 МСК рейс 415 вылетел из Симферопольского аэропорта, рейс выполнял Ан-10А борт СССР-11186, летящий из Львова в Сочи с промежуточной остановкой в Симферополе. После набора высоты лайнер занял эшелон 6000 метров.
В 15:06, войдя в зону аэропорта Адлер, экипаж получил разрешение спускаться до 1200 метров. В 15:29 экипаж связался с диспетчерской вышкой и получил указание, что посадка будет осуществляться со стороны гор по магнитному курсу 240°, а также сводку о погоде: западный ветер 3—4 м/с, давление 756 мм. рт. ст. Но при этом диспетчер не доложил экипажу, что окружающие аэропорт горы закрыты облаками высотой 600 метров. После того как Ан-10 пролетел ДПРМ, было дано разрешение снижаться до 500 метров. В 15:37 экипаж доложил, что они снизились до указанной высоты и разворачиваются на курс 240°. Тогда диспетчер велел им с сохранением высоты выйти к третьему развороту, после чего лечь на курс 60°. В 15:39 пилоты доложили, что вышли на курс 60°, после чего управление полётом взял руководитель полётов (РП).
Экипажу дважды было передано удаление от аэропорта и азимут (22 километра, 50°; затем 21 километр, 120°), но при этом диспетчер, видя по радару, что самолёт уже возле берега и летит к горам, велел экипажу изменить курс влево всего на 20°, тогда как требовалось не менее 60°. Через пару минут в 15:41, летя в облаках над территорией Абхазской АССР на высоте 500 метров над уровнем моря, Ан-10 в 21 километре от аэропорта Адлер и в 4 километрах от моря врезался в гору высотой 700 метров. От удара авиалайнер взорвался, и все находящиеся на его борту 7 членов экипажа и 74 пассажира погибли.

## Известные пассажиры
- Натан Аронович Явлинский — физик-ядерщик, основоположник термоядерных установок токамак.
- Владимир Владиславович Василевич — хоровой дирижёр, педагог.

## Причины
Причиной катастрофы послужил целый ряд нарушений:
- неудовлетворительная организация руководства полётом самолёта, выраженная в нарушении установленной схемы захода на посадку в аэропорт курсом 240° со стороны гор;
- сама схема захода на посадку, по которой действовали диспетчеры, была создана заместителем начальника аэропорта по движению и не утверждена в ГУ ГВФ;
- недостаточная подготовка экипажа для полёта в аэропорт Адлер, из-за чего пилоты точно выполняли указания диспетчера, что и привело к попаданию самолёта в облака и в дальнейшем к столкновению с горой;
- в районе захода самолётов со стороны гор было неудовлетворительно организовано наблюдение за закрытием гор облаками.

После катастрофы посадка со стороны гор была запрещена. В настоящее время заход на посадку в аэропорту Адлер осуществляется исключительно со стороны моря.